# Dampierre-sur-Loire
Pour les articles homonymes, voir Dampierre.
Dampierre-sur-Loire est une ancienne commune française située dans le département de Maine-et-Loire et la région Pays de la Loire. Elle est rattachée à la ville de Saumur depuis 1973.

## Géographie
Situé entre Saumur à l'ouest et Souzay-Champigny à l'est, le village est traversé par la route D947 et fait face à la Loire.

## Toponymie et héraldique

### Héraldique
| Blason de Dampierre-sur-Loire | Blason  | Écartelé : au 1er de gueules à deux clés d'or passées en sautoir, les pannetons affrontés, au 2e d'azur à trois fasces ondées d'or, au 3e d'azur à trois fleurs de lis d'or, au 4e de gueules à la grappe de raisin tigée et feuillée d'une pièce d'or |
| Blason de Dampierre-sur-Loire | Détails | Blason présenté lors des vœux du maire en janvier 2013. |

## Histoire
Le 1er février 1973, la commune de Dampierre-sur-Loire est rattachée à celle de Saumur sous le régime de la fusion-association ; le 1er avril 2014, Dampierre-sur-Loire passe du statut de commune associée à celui de commune déléguée.

## Politique et administration

### Administration actuelle
La commune est rattachée à Saumur en 1973. À partir de 2014, Dampierre-sur-Loire dispose d'une mairie déléguée et d'un maire délégué.
| Période                                  | Période      | Identité             | Étiquette | Qualité                                       |
| ---------------------------------------- | ------------ | -------------------- | --------- | --------------------------------------------- |
| ...                                      |              |                      |           |                                               |
| 1977                                     |              | Jean Chaucun         |           |                                               |
| 1983                                     |              | Hubert Cartier       |           |                                               |
| 2008                                     | 2014         | Jean-François Durand |           | Général retraité Maire de la commune associée |
| 2014                                     | juillet 2020 | Sylvie Taugourdeau   |           | Artiste peintre Maire de la commune déléguée  |
| juillet 2020                             | en cours     | Nathalie Liébault    |           |                                               |
| Les données manquantes sont à compléter. |              |                      |           |                                               |

### Administration ancienne
La commune est créée à la Révolution. Elle dispose d'un maire et d'un conseil municipal.
| Période                                  | Période                   | Identité            | Étiquette | Qualité                                        |
| ---------------------------------------- | ------------------------- | ------------------- | --------- | ---------------------------------------------- |
| 1793                                     | 1800                      | René Guiocheau      |           |                                                |
| 1800                                     | décembre 1800 (démission) | Richard             |           |                                                |
| 11 février 1801                          |                           | Joullain            |           |                                                |
| 1808                                     | 1808 (démission)          | Guérin              |           |                                                |
| 16 mai 1808                              |                           | Joullain            |           | Nommé procureur au Tribunal de Saumur en 1812. |
| 13 avril 1812                            |                           | Jean Jacob de Tigné |           | Ancien officier de marine.                     |
| mai 1815                                 |                           | Jean Seigneur       |           |                                                |
| 12 juillet 1815                          |                           | Jean Jacob de Tigné |           |                                                |
| 10 décembre 1830                         |                           | Jean Girard         |           |                                                |
| 31 août 1837                             |                           | Sébille Auger       |           |                                                |
| 25 août 1840                             |                           | Jean Girard         |           |                                                |
| 6 décembre 1855                          |                           | Léon Jacob de Tigné |           |                                                |
| 1874                                     |                           | Benjamin Seigneur   |           |                                                |
| 1881                                     |                           | Ambroise Gilbert    |           |                                                |
| 1888                                     |                           | Paturel Coulon      |           |                                                |
| 1896                                     |                           | Jean Paturel        |           |                                                |
| 1900                                     |                           | Rioche Richardeau   |           |                                                |
| 1908                                     |                           | Paul Rioche         |           |                                                |
| 1912                                     |                           | Auguste Bertin      |           |                                                |
| 1919                                     |                           | Paul Rioche         |           |                                                |
| 1935                                     |                           | Fernand Crémer      |           |                                                |
| 1959                                     |                           | Georges Vatan       |           |                                                |
| ...                                      |                           |                     |           |                                                |
| Les données manquantes sont à compléter. |                           |                     |           |                                                |

## Population et société
| 1793 | 1800 | 1806 | 1821 | 1831 | 1836 | 1841 | 1846 | 1851 |
| ---- | ---- | ---- | ---- | ---- | ---- | ---- | ---- | ---- |
| 610  | 406  | 514  | 551  | 590  | 620  | 590  | 575  | 555  |

| 1856 | 1861 | 1866 | 1872 | 1876 | 1881 | 1886 | 1891 | 1901 |
| ---- | ---- | ---- | ---- | ---- | ---- | ---- | ---- | ---- |
| 576  | 524  | 529  | 477  | 509  | 512  | 489  | 484  | 458  |

| 1911 | 1921 | 1926 | 1931 | 1936 | 1946 | 1954 | 1962 | 1968 |
| ---- | ---- | ---- | ---- | ---- | ---- | ---- | ---- | ---- |
| 505  | 413  | 430  | 416  | 413  | 400  | 460  | 476  | 457  |

## Culture locale et patrimoine

### Lieux et monuments
- Église Saint-Pierre, incluant des parties des XVe et XVIe siècles, inscrite MH en 1972[6]
- Château de Morains, XVe et XIXe siècles[7]

### Personnalités liées à la commune
- Marguerite d'Anjou (1430-1482), morte à Dampierre[8]
- Alexandre de Brie-Serrant (1748-1814), né à Dampierre
- Georges Piroué (1920-2005), écrivain suisse ayant vécu dans ce village
- François-René Jacob de Tigné (1716-1801), dit Le Bailli de Tigné, chevalier de l'Ordre de Malte, a vécu à Dampierre
- René Jacob de Tigné (1664 - 1730), dit Le Brigadier de Tigné, chevalier de l'Ordre de Malte, a vécu à Dampierre